# Daniel Horvat-Markovic
Daniel Horvat-Markovic (ur. 19 października 1986) – austriacki piłkarz, występujący na pozycji pomocnika i napastnika.

## Życiorys
Wychowanek Sturm Graz, w 1997 roku wstąpił do juniorów Grazer AK, występując następnie m.in. w drużynach U-15 i U-17. W 2003 roku został przez Ernsta Webera powołany na mistrzostwa Europy U-17. Podczas turnieju wystąpił w pięciu meczach, zdobył także bramkę przeciwko Danii. Ostatecznie zajął z drużyną na mistrzostwach trzecie miejsce. Po zakończeniu turnieju przeszedł do DSV Leoben, ówcześnie występującego na drugim poziomie rozgrywek. W lidze zadebiutował 25 lipca w wygranym 1:0 spotkaniu z SC Untersiebenbrunn. Ogółem w sezonie 2003/2004 wystąpił w dziewięciu spotkaniach ligowych. Następnie występował w amatorskich klubach na poziomie Landesligi i niższych. W sezonie 2017/2018 był grającym trenerem SV Tillmitsch, następnie zakończył karierę.

## Statystyki ligowe
| Sezon         | Klub                        | Liga        | Mecze | Gole |
| ------------- | --------------------------- | ----------- | ----- | ---- |
| 2003/2004     | DSV Leoben                  | 1. Liga     | 9     | 0    |
| 2004/2005     | UFC Fehring                 | Landesliga  | 8     | 1    |
| 2005/2006     | UFC Fehring                 | Landesliga  | 30    | 6    |
| 2006/2007 (j) | DSV Leoben                  | Oberliga    | 10    | 3    |
| 2006/2007 (w) | SV Flavia Solva             | Oberliga    | 9     | 1    |
| 2007/2008     | SV Wildon                   | Landesliga  | 23    | 2    |
| 2008/2009 (j) | SK Fürstenfeld              | Landesliga  | 11    | 0    |
| 2008/2009 (w) | USV Unterlamm               | Landesliga  | 12    | 3    |
| 2009/2010 (j) | USV Unterlamm               | Oberliga    | 13    | 13   |
| 2009/2010 (w) | TUS Heiligenkreuz am Waasen | Oberliga    | 8     | 4    |
| 2010/2011 (j) | USV Unterlamm               | Oberliga    | 12    | 1    |
| 2010/2011 (w) | TUS Greinbach               | Unterliga   | 10    | 5    |
| 2011/2012     | USV Mettersdorf             | Unterliga   | 26    | 1    |
| 2012/2013 (j) | USV Mettersdorf             | Oberliga    | 12    | 0    |
| 2012/2013 (w) | TUS St. Veit am Vogau       | Unterliga   | 11    | 7    |
| 2013/2014 (j) | GASV Pölfing-Brunn          | Gebietsliga | 10    | 0    |
| 2015/2016     | SV Tobelbad                 | Gebietsliga | 17    | 4    |
| 2016/2017 (j) | SV Tobelbad                 | Unterliga   | 10    | 0    |
| 2016/2017 (w) | SV Flavia Solva             | Gebietsliga | 12    | 7    |
| 2017/2018     | SV Tillmitsch               | Unterliga   | 24    | 8    |